# HD 212301
HD 212301 är en dubbelstjärna belägen i den norra delen av stjärnbilden Oktanten. Den har en skenbar magnitud av ca 7,76 och kräver åtminstone en handkikare eller ett mindre teleskop för att kunna observeras. Baserat på parallax enligt Gaia Data Release 2 på ca 18,4 mas, beräknas den befinna sig på ett avstånd på ca 177 ljusår (ca 54 parsek) från solen. Den rör sig bort från solen med en heliocentrisk radialhastighet på ca 4,7 km/s.

## Egenskaper
Primärstjärnan HD 212301 A är en gul till vit stjärna i huvudserien av spektralklass F8 V. Den har en massa som är ca 1,2 solmassor, en radie som är ca 1,2 solradier och har ca 1,9 gånger solens utstrålning av energi från dess fotosfär vid en effektiv temperatur av ca 6 200 K.
Följeslagaren, HD 212301 B, som tillkännagavs 2009, är en röd dvärg med en uppskattad spektralklass av M3 V och en massa lika med ca 35 procent av solens massa. Den svaga stjärnan ligger med en vinkelseparation av 4,4 bågsekunder nordväst om primärstjärnan, vilket motsvarar en beräknad separation av ca 230 AE. Paret delar en gemensam egenrörelse.

## Planetsystem
En het jupiterliknande exoplanet har upptäckts i omlopp kring primärstjärnan, baserat på observationer av radiellhastighet åren 2003 och 2005.
| Planet | Massa    | Halv storaxel (AE) | Siderisk omloppstid (d) | Excentricitet | Inklination | Radie |
| ------ | -------- | ------------------ | ----------------------- | ------------- | ----------- | ----- |
| b      | ≥0,45 MJ | 0,036              | 2,245715 ± 0,000028     | 0,0 (fast)    | -           | -     |